# 天河智慧城站
天河智慧城站为广州地铁21号线的一个车站，位于中國廣東省廣州市天河區高唐路新岑四路口以南，于2019年12月20日随21号线剩余段开通而启用。

## 車站結構

### 車站樓層
本站为地下两层岛式站台车站，全长236米，标准段宽为19.7米。地面為高唐路及附近建筑，地下一層为站厅层，地下二層為21號綫月台。
| 地下一层 | 站厅                       | 售票機、客服中心、警务室、安检设施                  |  |  |
| 地下二层 | 2 站台                     | █21号线 天河公园方向（下站：大观南路 / 快车：黃村） |  |  |
|          | 岛式站台（卫生间、母婴室） |                                                     |  |  |
|          | 1 站台                     | █21号线 增城广场方向（下站：神舟路）                |  |  |

### 站厅
天河智慧城站站厅設有售票機、自动售卡/充值机、客務中心；同时设有自动售卖机、便利店以及面包糕饼店。
本站为广州地铁的“智慧地铁示范车站”，设有不少智能功能，如人脸识别过闸（仅限于本站使用）及安检。
为方便行人进出，目前站厅东侧被划分为收费区，收费区内设有多组扶手电梯、楼梯和一台专用电梯供乘客前往月台层。

### 月台
本站設有一個島式月台，位於高唐路地底。
本站的卫生间位于站台层南端，其中男女厕和母婴室位于1号站台一侧，第三卫生间位于2号站台一侧。

2号站台全景图

### 出入口
天河智慧城站目前设有4个出入口供乘客进出，其中A口设有轮椅坡道、盲道和专用电梯。
|                                           |                                                       |      |          |                                                    |
| 編號                                      | 设施                                                  | 照片 | 出口指示 | 建議前往的目的地                                   |
| A                                         | 盲道标志 · 无障碍通道标志 · 升降机标志 · 扶手电梯标志 |      | 高唐路   | 横圳路、地铁天河智慧城站公交总站                   |
| B                                         | 扶手电梯标志                                          |      | 高唐路   | 新岑四路、华观路、地铁天河智慧城站公交车站（北行） |
| C                                         | 扶手电梯标志                                          |      | 高唐路   | 华观路、地铁天河智慧城站公交车站（南行）           |
| D                                         | 盲道标志 · 扶手电梯标志                               |      | 高唐路   | 横圳路、中国人寿财险广东分公司                     |
| 註： 設有 \| 設有 \| 設有 \| 設有扶手電梯 |                                                       |      |          |                                                    |

## 接驳交通
天河智慧城站旁的高唐路设有地铁天河智慧城站公交车站。
| 公交（地铁天河智慧城站） \| 编号 \| 编号 \| 线路 \| 线路 \| 线路 \| 收费 \| 备注 \| \| ---- \| ---- \| ------------------ \| ---- \| -------------------- \| ---- \| ---- \| \| \| 581 \| 长福路 \| ⇆ \| 黄埔东路（石化南路） \| 3元 \| \| \| \| 776 \| 广州东站汽车站 \| ⇆ \| 科学城路口 \| 2元 \| \| \| \| 901 \| 岑村 \| ⇆ \| 联和（惠联路） \| 2元 \| \| \| \| 497A \| 龙洞（民族文化村） \| ↺ \| 地铁天河智慧城站 \| 2元 \| \| |      |                    |      |                      |      |      |
| 编号 | 编号 | 线路               | 线路 | 线路                 | 收费 | 备注 |
| | 581  | 长福路             | ⇆    | 黄埔东路（石化南路） | 3元  |      |
| | 776  | 广州东站汽车站     | ⇆    | 科学城路口           | 2元  |      |
| | 901  | 岑村               | ⇆    | 联和（惠联路）       | 2元  |      |
| | 497A | 龙洞（民族文化村） | ↺    | 地铁天河智慧城站     | 2元  |      |

## 利用状况
天河智慧城站位处天河智慧城南部，周边大多为科技园等办公区域。同时由于部分公交线路增设地铁天河智慧城公交车站，因此亦吸引了不少来自车站较远的天河智慧城核心区域，甚至凌塘村的乘客通过公交车以及园区的接驳巴士前往至本站以乘搭地铁。因此本站平日出入闸客流较为可观，在工作日上下班时期更会进一步上升。
2024年10月，21号线截短至天河公园站后，为缓解黄村、车陂南等站的客流压力，本站工作日7时30分至9时将实施客流控制。

## 历史

### 规划及建设
在2003年地鐵規劃中，本站作為4號線的一個中途站出現，位置已與現時相當，但未能納入4號線一期進行建設。因本站位於小新塘範圍內，而被命名為小新塘站，作為規劃站名。2010年底，規劃4號線北延段（黃村至水西段）線位獨立並延長成為21號線，初期曾取消設站，以配合21號線的快線定位。
2012年5月，因天河区東北部的“智慧城”由于交通不便导致人才流失的情况，天河区区长公开呼吁把4号线北延至智慧城。直到同年8月13日，地铁方面在21号线工程环评第二次公示中恢复设置本站，以此回應天河區的要求
本站在规划及工程期间称为智慧城站。2018年初，广州地铁向民政局申报天河智慧城站为本站站名，并于同年8月正式获批。另外，天河智慧城站采用的英文站名为廣州地鐵方面自行翻譯的，而非站外公交站和指示牌使用的。
车站于2014年3月11日正式浇筑首幅地下连续墙；2015年7月30日封顶。

### 开通运营
2019年9月9日，本站与广州塔站成为“智慧地铁示范车站”试点。一日后，本站完成“三权”移交；同年12月20日，随21号线剩余段开通而启用。
2021年7月24日起，21号线快车增停本站。

## 事件
2021年7月30日中午1时许，大量雨水进入神舟路站，使得21号线黄村至苏元段服务中止，本站受此影响暂停服务。同日19时15分，地铁公司宣布21号线双向恢复通车，本站恢复服务。
2022年10-11月疫情期间，本站曾受防控措施影响，于11月26日至11月30日下午暂停服务。

## 未来发展
根据广州市政府在2020年批复的线网规划方案，规划线路29号线将在本站与21号线换乘；而规划沿华观路行走的10号线东延段与21号线在本站东北侧相交，未能换乘。为改善相关片区近期的出行条件，当局正研究将实施时间较前的10号线东延段向南绕行，使得可在本站与21号线换乘。